# Gabinet Johna McEwena
Gabinet Johna McEwena – czterdziesty czwarty gabinet federalny Australii, urzędujący od 19 grudnia 1967 do 10 stycznia 1968. Był gabinetem tymczasowym, powołanym po nagłej śmierci premiera Harolda Holta. Stanowił dziesiąty z rzędu gabinet koalicyjny Liberalnej Partii Australii (LPA) i Partii Wiejskiej (CP). Był także ostatnim w dotychczasowej historii gabinetem federalnym, na którego czele stał polityk spoza dwóch głównych partii: dominującej australijską prawicę LPA oraz lewicowej Australijskiej Partii Pracy (ALP). 

## Okoliczności powstania i dymisji
17 grudnia 1966 premier Harold Holt zaginął podczas rekreacyjnej kąpieli w oceanie. Choć nigdy nie odnaleziono jego ciała, co stanowiło pożywkę dla rozmaitych teorii spiskowych, 19 grudnia Holt został uznany za zmarłego i w związku z tym nastąpiła dymisja jego drugiego gabinetu. Zdecydowano się na powtórzenie rozwiązania z roku 1939, gdy po śmierci premiera Josepha Lyonsa tymczasowym premierem został lider mniejszej z partii koalicyjnych. W ten sposób szefem rządu został John McEwen, przywódca Partii Wiejskiej. 
McEwen miał kierować gabinetem tylko do czasu, gdy LPA wybierze nowego lidera. Zdecydowanym faworytem tych wyborów był William McMahon, jednak jego kandydatura została zablokowana przez premiera McEwena, który stwierdził, iż nie ma do niego zaufania i jeśli McMahon zostanie premierem, to CP opuści koalicję i tym samym wymusi przedterminowe wybory. W tej sytuacji nieoczekiwanym zwycięzcą wewnętrznej elekcji w LPA został dotychczasowy minister edukacji i nauki John Gorton. 10 stycznia 1967 McEwen podał swój gabinet do dymisji, aby umożliwić powstanie gabinetu Gortona, w którym został wicepremierem.

## Skład
| stanowisko                                                  | osoba           | partia |
| ----------------------------------------------------------- | --------------- | ------ |
| premier                                                     | John McEwen     | CP     |
| minister handlu i przemysłu                                 | John McEwen     | CP     |
| minister skarbu                                             | William McMahon | LPA    |
| minister spraw zagranicznych                                | Paul Hasluck    | LPA    |
| minister obrony                                             | Allen Fairhall  | LPA    |
| minister zaopatrzenia                                       | Denham Henty    | LPA    |
| minister poczty                                             | Alan Hulme      | LPA    |
| wiceprzewodniczący Federalnej Rady Wykonawczej              | Alan Hulme      | LPA    |
| minister rozwoju narodowego                                 | David Fairbairn | LPA    |
| minister edukacji i nauki                                   | John Gorton     | LPA    |
| minister pracy i służby zasadniczej                         | Leslie Bury     | LPA    |
| minister przemysłu podstawowego                             | Doug Anthony    | CP     |
| minister służb społecznych                                  | Ian Sinclair    | CP     |
| wiceminister handlu i przemysłu (w randze członka gabinetu) | Ian Sinclair    | CP     |